# Leptolaimus alatus
Leptolaimus alatus är en rundmaskart som beskrevs av Vitiello 1971. Leptolaimus alatus ingår i släktet Leptolaimus och familjen Leptolaimidae. Inga underarter finns listade i Catalogue of Life.